# Desi (documentaire)
Desi is een Nederlandse documentaire uit 2000 geregisseerd door Maria Ramos en geproduceerd door Pieter van Huystee Film, in coproductie met VPRO-televisie. Deze 90 minuten durende documentaire laat het leven van de 11-jarige Desi zien. Desi woont in Amsterdam maar door haar opmerkelijke gezinssituatie is het voor Desi elke dag opnieuw de vraag waar ze die avond zal slapen. Desi’s moeder heeft zelfmoord gepleegd en haar vader woont met zijn nieuwe vriendin op een woonboot. Daarom slaapt Desi afwisselend bij haar opa van moeders kant, bij haar oma van vaders kant of bij haar beste vriendinnetje. 
Een portret over een opmerkelijk sterk 11-jarig meisje, dat zich ondanks haar onstabiele gezinssituatie gelukkig voelt. 
Desi was winnaar van de publieks Award op het IDFA in 2000 en winnaar van een Gouden Kalf voor beste documentaire in 2001.